# Ecgric

Das Königreich East Anglia in frühangelsächsischer Zeit

Ecgric war ein im 7. Jahrhundert regierender König des angelsächsischen Königreiches East Anglia aus der Dynastie der Wuffinger.

## Leben
Ecgrics Herkunft wurde nicht genau überliefert. Beda Venerabilis bezeichnete ihn als cognatus („Blutsverwandter“) König Sigeberts. In den frühen 630er Jahren wurde Ecgric als Unterkönig Sigeberts in einem Teil East Anglias an der Herrschaft beteiligt. Beda hob die Frömmigkeit und den Missionseifer Sigeberts stark hervor, während kaum Angaben zu Ecgric, der vermutlich zeitlebens dem heidnischen Glauben anhing, gemacht wurden.
Sigebert dankte um 637 ab und zog sich als Mönch in ein von ihm erbautes Kloster zurück. Den Thron übergab er an seinen Verwandten Ecgric als alleinigem König. Um 640 griff Penda, der König von Mercia East Anglia an. Sigebert, der den Ruf eines berühmten und mutigen Heerführers hatte, wurde von den unterlegenen Ostangeln aus dem Kloster geholt um das Heer in der folgenden Schlacht zu ermutigen. Er soll, eingedenk seines Gelübdes unbewaffnet, nur mit einem Stab in der Hand inmitten des Heeres in die Schlacht gezogen sein. Sigebert und Ecgric fielen im Kampf und das ostanglische Heer wurde niedergemacht oder floh. East Anglia überstand diese Niederlage und das Königtum ging auf Anna über. Nach dem nicht immer zuverlässigen Liber Eliensis bestieg Anna bereits 635 bzw. 637 den Thron.